# Dong Hyun Kim
Dong Hyun Kim (em coreano: 김동현; Seul, 17 de novembro de 1981) é um lutador de artes marciais mistas sul-coreano, atualmente compete no Peso Meio Médio do  Ultimate Fighting Championship.

## Começo e Educação
Na Coreia do Sul, Kim começou a praticar judô na Universidade de Yong-In, o que começou sua carreira no MMA. Kim começou a treinar na Wajyutsu Keisyukai, uma renomeada academia japonesa frequentada por inúmeros lutadores tops japoneses. Como um dos maiores membros de sua academia,  Kim se tornou parceiro de treinos regular e sparring do Peso Médio Yushin Okami.

## Carreira

### Filme
Em 16 de Junho de 2013 ele interpretou o 'Hulk' no Running Man episódio 150 (domingo à noite no SBS). Nesse episódio ele interpretou o personagem que se transformava em Hulk em Running Man Avengers. Kim também foi destaque junto com o lutador do UFC Chu Sung Hoon (conhecido internacionalmente como Yoshihiro Akiyama) no vídeo da música de drama do boy band coreano MYNAME para sua música "Baby I'm Sorry".

### Começo da carreira
Kim ganhou reconhecimento após assinar com a organização japonesa DEEP, ganhando uma sucessão de vitórias antes de nocautear o Campeão Meio Médio do DEEP Hidehiko Hasegawa em uma luta não válida pelo título em 2007. Kim e Hasegawa depois protagonizaram um empate polêmico em uma luta pelo título no DEEP 32nd Impact, deixando o título com o então atual campeão Hasegawa. Kim deixou o DEEP para assinar um contrato com o Pride Fighting Championships, mas o UFC comprou-o e acabou com o PRIDE antes que Kim lutasse pela organização. As performances dele chamaram a atenção dos olheiros do World Extreme Cagefighting (WEC), que ofereceu a ele um contrato. Porém, porque o WEC não é televisionado na Coreia do Sul, a administração de Kim recusaram e conseguiram um contrato com o Ultimate Fighting Championship (UFC), que é transmitido nas TV à cabo coreana.
O apelido original de Kim é "Stun Gun", então um monte de fãs coreanos começaram a chamá-lo de "Maemi", que significa cigarra em coreano. O apelido foi dado à Kim por causa do seu estilo de luta já que ele gosta de colocar seus oponentes para o chão, lutar com eles lá e nunca deixá-los escapar como uma cigarra na árvore.

### Ultimate Fighting Championship
Kim fez sua estreia no UFC no UFC 84 contra Jason Tan, ele metodicamente quebrou o emocional de seu oponente e venceu por nocaute técnico no terceiro round. Com sua performance, Kim se tornou o primeiro coreano a vencer no octagon. A aparição de Kim chamou uma atenção considerável na Coreia. Uma semana antes do evento, em um horário nobre, um especial de uma hora sobre Kim foi ao ar na TV coreana. Embora Kim não ter lutado no pay-per-view do UFC, foi transmitido ao vivo na TV coreana, e foi então repetida mais uma vez.
Ele fez sua segunda aparição no octagon no UFC 88, conseguindo uma decisão dividida sobre o participante do The Ultimate Fighter 7 Matt Brown. Durante a luta, o condicionamento de Kim estava muito ruim devido a um jet lag, e problemas com o visto o impediram de trazer um treinador. No primeiro round, Kim ameaçou Brown com um mata leão em pé e pegou as costas de Brown em inúmeras ocasiões mas ficou exausto no segundo. No terceiro, Kim usou seu ground-and-pound efetivo e abriu um corte em Brown com uma cotovelada. Os três jurados marcaram a luta como 29–28, dois a favor de Kim. A decisão foi contestada pelo público no local com vaias perceptíveis.
Kim retornou ao octagon em Las Vegas, Nevada em 31 de janeiro de 2009 tendo enfrentado o também praticante de judô Karo Parisyan no UFC 94. Com Frank Mir em seu corner que serviu como treinador de boxe antes da luta. Kim originalmente perdeu para Parisyan por decisão dividida. Fãs presentes no local vaiaram a decisão, e os ex-campeões do UFC Matt Hughes, Randy Couture e o presidente do UFC Dana White] comentaram que acharam que Kim venceu a luta. Depois, no entanto, Parisyan testou positivo para substâncias proibidas: Hydrocodone, Hydromorphone e Oxymorphone. A Comissão Atlética do Estado de Nevada declarou a luta Sem Resultado, e Parisyan foi suspenso por nove meses.
Kim derrotou TJ Grant no UFC 100, venceu por decisão unânime, ameaçando com uma guilhotina no meio do segundo round. Ele fera esperado para enfrentar Dan Hardy em 14 de Novembro de 2009 no UFC 105, mas foi forçado a se retirar da luta com uma lesão desconhecida enquanto fazia sparring com Kazuhiro Nakamura e foi substituído por Mike Swick.
Kim era esperado para enfrentar Chris Lytle em 21 de Fevereiro de 2010 no UFC 110. Porém, Kim foi forçado a se retirar do card após sofrer outra lesão. Brian Foster foi seu substituto.
Kim em seguida enfrentou o vencedor do The Ultimate Fighter 7, Amir Sadollah em 29 de Maio de 2010 no UFC 114 e ganhou por decisão unânime, dominando Sadollah usando seu Judo e seu Wrestling.
Kim era esperado para enfrentar o invicto John Hathaway no UFC 120, porém ele foi substituído por Mike Pyle devido à lesões sofridas nos treinos.
Kim derrotou o vencedor do The Ultimate Fighter 5, Nate Diaz em 1 de Janeiro de 2011 no UFC 125 por decisão unânime. Kim usou seu judo para controlar o 1° e 2° round. Diaz montou e foi muito mais ofensivo no 3° round, mas isso não foi suficiente e Kim venceu por decisão unânime. Após a luta Kim pediu pelo Campeão Meio Médio do UFC, Georges St. Pierre, que ele considera um herói e modelo mara si mesmo como lutador de MMA. Depois em 10 de Janeiro de 2011, Kim um contrato de expansão de quatro lutas com o UFC.
Kim perdeu para Carlos Condit em 2 de Julho de 2011 no UFC 132 por nocaute no primeiro round. Essa foi sua primeira derrota em sua carreira profissional.
Kim enfrentou Sean Pierson em 30 de Dezembro de 2011 no UFC 141. Kim usou sua trocação superior para controlar Pierson durante a luta e venceu por decisão unânime, mesmo acertando um chute frontal no rosto no segundo round que abalou Pierson.
Kim perdeu para Demian Maia por nocaute técnico em 7 de Julho de 2012 no UFC 148. A luta foi interrompida aos 47 segundos pelo árbitro Mario Yamasaki, após Maia derrubar Kim e finalizar com socos na posição da montada. O comentarista do UFC Joe Rogan disse que Kim havia quebrado a costela, mas depois foi revelado que ele sofreu um espasmo muscular.
Kim enfrentou Paulo Thiago em 10 de Novembro de 2012 no UFC on Fuel TV: Franklin vs. Le. Ele dominou o faixa preta de Jiu Jitsu Brasileiro no chão pelos três rounds, terminando a luta com uma exibição de ground and pound selvagem lembrando Kazushi Sakuraba. Ele venceu por decisão unânime.
Kim enfrentou Siyar Bahadurzada em 2 de Março de 2013 no UFC on Fuel TV: Silva vs. Stann. Ele dominou Bahadurzada no jogo de chão com suas habilidades de grappling superior e ganhou por decisão unânime.
Kim enfrentou Erick Silva em 9 de Outubro de 2013 no UFC Fight Night: Maia vs. Shields.No segundo round Kim solta toda a sua força em um overhand que leva Erick Silva a nocaute.
Kim enfrentou John Hathaway em 1 de Março de 2014 no UFC Fight Night: Kim vs. Hathaway. Kim venceu por nocaute no terceiro round com uma excelente cotovelada rodada.
Kim era esperado para enfrentar o cubano Hector Lombard no UFC Fight Night: Bisping vs. Le. Porém, uma lesão tirou Lombard do evento e Kim enfrentou Tyron Woodley. Kim foi derrotado por nocaute técnico após se desequilibrar ao tentar uma cotovelada rodada. Woodley finalizou a luta desferindo socos em Kim e encerrando uma sequência de quatro vitórias seguidas.
Ele enfrentou Josh Burkman em 23 de Maio de 2015 no UFC 187. Após uma ótima e equilibrada luta, Kim encaixou um katagatame no terceiro round e venceu a luta por finalização.
Kim era esperado para lutar na estreia do UFC na Coreia do Sul contra Jorge Masvidal em 28 de Novembro de 2015 no UFC Fight Night: Henderson vs. Masvidal. No entanto, Masvidal foi movido para enfrentar Benson Henderson na luta principal e foi substituído por Dominic Waters. Kim venceu a luta por nocaute técnico ainda no primeiro round.

## Cartel de MMA
| Cartel no MMA   |             |            |
| 28 lutas        | 22 vitórias | 4 derrotas |
| Por nocaute     | 9           | 3          |
| Por finalização | 2           | 0          |
| Por decisão     | 11          | 1          |
| Empates         | 1           | 1          |
| No contest      | 1           | 1          |

| Res.    | Cartel     | Oponente           | Método                             | Evento                                  | Data       | Round | Tempo | Local             | Notas                                                               |
| ------- | ---------- | ------------------ | ---------------------------------- | --------------------------------------- | ---------- | ----- | ----- | ----------------- | ------------------------------------------------------------------- |
| Derrota | 22-4-1 (1) | Colby Covington    | Decisão (unânime)                  | UFC Fight Night: Holm vs. Correia       | 17/06/2017 | 3     | 5:00  | Kallang           |                                                                     |
| Vitória | 22-3-1 (1) | Tarec Saffiedine   | Decisão (dividida)                 | UFC 207: Nunes vs. Rousey               | 30/12/2016 | 3     | 5:00  | Las Vegas, Nevada |                                                                     |
| Vitória | 21-3-1 (1) | Dominic Waters     | Nocaute Técnico (socos)            | UFC Fight Night: Henderson vs. Masvidal | 28/11/2015 | 1     | 3:11  | Seul              |                                                                     |
| Vitória | 20-3-1 (1) | Josh Burkman       | Finalização (katagatame)           | UFC 187: Johnson vs. Cormier            | 23/05/2015 | 3     | 2:13  | Las Vegas, Nevada |                                                                     |
| Derrota | 19-3-1 (1) | Tyron Woodley      | Nocaute Técnico (socos)            | UFC Fight Night: Bisping vs. Le         | 23/08/2014 | 1     | 1:01  | Cotai             |                                                                     |
| Vitória | 19-2-1 (1) | John Hathaway      | Nocaute (cotovelada rodada)        | UFC Fight Night: Kim vs. Hathaway       | 01/04/2014 | 3     | 1:02  | Cotai             | Performance da Noite.                                               |
| Vitória | 18-2-1 (1) | Erick Silva        | Nocaute (soco)                     | UFC Fight Night: Maia vs. Shields       | 09/10/2013 | 2     | 3:01  | Barueri           | Nocaute da Noite                                                    |
| Vitória | 17-2-1 (1) | Siyar Bahadurzada  | Decisão (unânime)                  | UFC on Fuel TV: Silva vs. Stann         | 03/03/2013 | 3     | 5:00  | Saitama           |                                                                     |
| Vitória | 16-2-1 (1) | Paulo Thiago       | Decisão (unânime)                  | UFC on Fuel TV: Franklin vs. Le         | 10/11/2012 | 3     | 5:00  | Cotai             |                                                                     |
| Derrota | 15-2-1 (1) | Demian Maia        | Nocaute Técnico (lesão no ombro)   | UFC 148: Silva vs. Sonnen II            | 07/07/2012 | 1     | 0:47  | Las Vegas, Nevada |                                                                     |
| Vitória | 15-1-1 (1) | Sean Pierson       | Decisão (unânime)                  | UFC 141: Lesnar vs. Overeem             | 30/12/2011 | 3     | 5:00  | Las Vegas, Nevada |                                                                     |
| Derrota | 14-1-1 (1) | Carlos Condit      | Nocaute (joelhada voadora e socos) | UFC 132: Cruz vs. Faber                 | 02/07/2011 | 1     | 2:58  | Las Vegas, Nevada |                                                                     |
| Vitória | 14-0-1 (1) | Nate Diaz          | Decisão (unânime)                  | UFC 125: Resolution                     | 01/01/2011 | 3     | 5:00  | Las Vegas, Nevada |                                                                     |
| Vitória | 13-0-1 (1) | Amir Sadollah      | Decisão (unânime)                  | UFC 114: Rampage vs. Evans              | 29/05/2010 | 3     | 5:00  | Las Vegas, Nevada |                                                                     |
| Vitória | 12-0-1 (1) | TJ Grant           | Decisão (unânime)                  | UFC 100: Making History                 | 11/07/2009 | 3     | 5:00  | Las Vegas, Nevada |                                                                     |
| NC      | 11-0-1 (1) | Karo Parisyan      | Sem Resultado                      | UFC 94: St-Pierre vs. Penn 2            | 31/01/2009 | 3     | 5:00  | Las Vegas, Nevada | Originalmente derrota por decisão; Parisyan foi pego no antidoping. |
| Vitória | 11-0-1     | Matt Brown         | Decisão (dividida)                 | UFC 88: Breakthrough                    | 06/09/2008 | 3     | 5:00  | Atlanta, Georgia  |                                                                     |
| Vitória | 10-0-1     | Jason Tan          | Nocaute Técnico (cotovelada)       | UFC 84: Ill Will                        | 24/05/2008 | 3     | 0:25  | Las Vegas, Nevada | Estreia no UFC                                                      |
| Empate  | 9-0-1      | Hidehiko Hasegawa  | Empate                             | DEEP – 32 Impact                        | 10/10/2007 | 3     | 5:00  | Tóquio            | Pelo Cinturão Meio Médio do Deep                                    |
| Vitória | 9-0        | Hidehiko Hasegawa  | Nocaute (slam e socos)             | DEEP – 31 Impact                        | 05/08/2007 | 3     | 4:57  | Tóquio            |                                                                     |
| Vitória | 8-0        | Yukiharu Maejima   | Nocaute (soco)                     | DEEP – CMA Festival 2                   | 23/07/2007 | 1     | 0:11  | Tóquio            |                                                                     |
| Vitória | 7-0        | Hidenobu Koike     | Nocaute (soco)                     | DEEP – 28 Impact                        | 16/02/2007 | 2     | 4:33  | Tóquio            |                                                                     |
| Vitória | 6-0        | Jun Ando           | Nocaute (soco)                     | DEEP – 27 Impact                        | 20/12/2006 | 2     | 0:44  | Tóquio            |                                                                     |
| Vitória | 5-0        | Kousei Kubota      | Nocaute (joelhada)                 | DEEP – 26 Impact                        | 10/10/2006 | 1     | 2:46  | Tóquio            |                                                                     |
| Vitória | 4-0        | Tomoyoshi Iwamiya  | Decisão (unânime)                  | DEEP – 25th Impact                      | 04/08/2006 | 2     | 5:00  | Tóquio            |                                                                     |
| Vitória | 3-0        | Mitsunori Tanimura | Finalização (mata leão)            | DEEP – CMA Festival                     | 24/05/2006 | 1     | 4:28  | Tóquio            | Retorno combinado                                                   |
| Vitória | 2-0        | Hyung Kwang Kim    | Decisão (unânime)                  | Spirit MC 5 – 2004 GP Unlimited         | 11/09/2004 | 3     | 5:00  | Seul              | Aposentou-se após o Spirit MC 5                                     |
| Vitória | 1-0        | Young Ahm Noh      | Decisão (unânime)                  | Spirit MC 3 – I Will Be Back!!!         | 10/04/2004 | 3     | 5:00  | Seul              |                                                                     |